# Vega (banda)
Vega é uma banda turca de rock alternativo, fundada pela vocalista Deniz Özbey, guitarrista Esat Tuğrul Akyüz, e o teclista (também vocalista em algumas canções) Gökhan Mert Koral em 1996. Gökhan Mert Koral deixou o grupo no início de 2003. Tocaram em vários festivais turcos, como Rock 'n Coke. Recentemente, actuaram como acto de abertura na digressão Last Girl on Earth Tour de Rihanna.